# Archidium clavatum
Archidium clavatum är en bladmossart som beskrevs av Stone 1973. Archidium clavatum ingår i släktet Archidium och familjen Archidiaceae. Inga underarter finns listade i Catalogue of Life.